# Palazzo in Vico Tre Re a Toledo 60

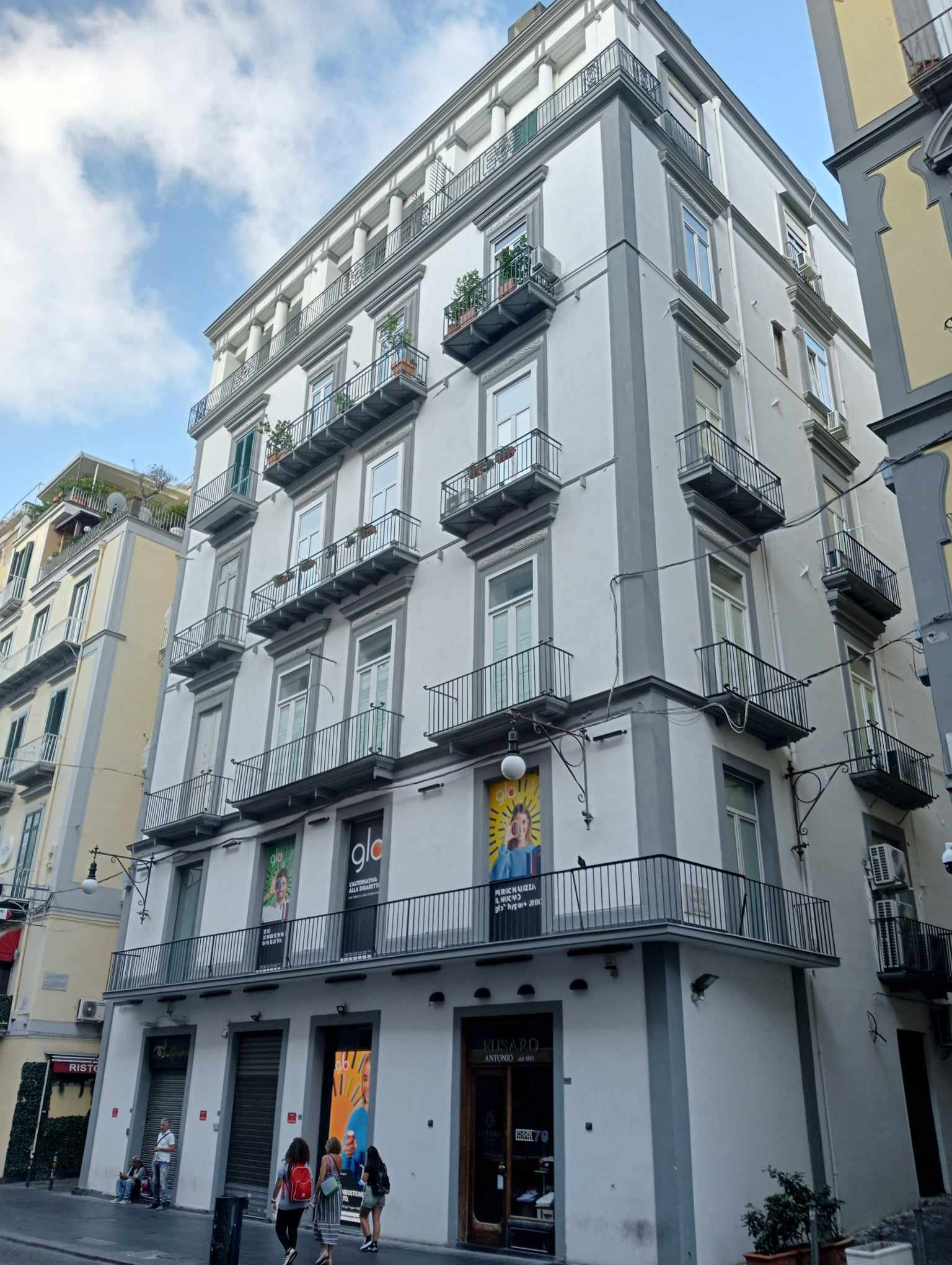
Palazzo in Vico Tre Re a Toledo, 60, in Neapel: Fassade zur Via Toledo

Der Palazzo in Vico Tre Re a Toledo 60 ist ein Palast aus dem 16. Jahrhundert im Viertel Quartieri Spagnoli von Neapel in der italienischen Region Kampanien. Er liegt im Vico Tre Re a Toledo, 60.

## Geschichte und Beschreibung
Dieser Palast wurde wahrscheinlich in der zweiten Hälfte des 16. Jahrhunderts errichtet und in den darauffolgenden Jahrhunderten mehrmals umgebaut. Historische Angaben über diesen Palast liegen praktisch nicht vor. Einzig die Tatsache, dass der Maler Vincenzo Severino im Jahre 1922 die Gewölbedecke und die Supraporten in einem Saal im zweiten Obergeschoss im Auftrag einer nicht näher bekannten Familie ausgestaltete, ist bekannt. Es handelte sich dabei sicherlich um eines der jüngsten Beispiele eines im „aristokratischen Stil“ dekorierten Raumes in einem neapolitanischen Palast.
Die Hauptfassade zur Via Toledo hat sechs Stockwerke: Ein Erdgeschoss, ein Zwischengeschoss mit einem einzigen Balkon über die gesamte Fassadenbreite und drei Obergeschosse, sowie ein später aufgesetztes, viertes Obergeschoss. Letzteres wurde im Laufe des 19. Jahrhunderts errichtet und hat Fenster, die durch drei Paar ionische Säulen und Pfeiler mit einem Gebälk mit Triglyphen darüber geteilt sind.
Der Eingang zum Palast befindet sich aber in der Seitenstraße Vico Tre Re a Toledo, wo ein schmales Portal in Piperno (vielleicht aus dem 17. Jahrhundert) in einen kleinen, rechteckigen Innenhof führt, auf dessen rechter Seite eine offene Treppe mit einem einzigen Bogen pro Stockwerk, die teilweise durch einen modernen Aufzug verdeckt ist, nach oben führt.
Die knapp bemessenen Innenräume sind darauf zurückzuführen, dass das dicht bebaute Viertel der Quartieri Spagnoli den Eigentümern der Paläste auf der rechten Seite der Via Toledo nur einen sehr begrenzten Baugrund zuließ, so dass nur schmale, hohe Gebäude errichtet werden konnten, die die mangelnde Grundfläche mit größerer Höhe kompensierten.

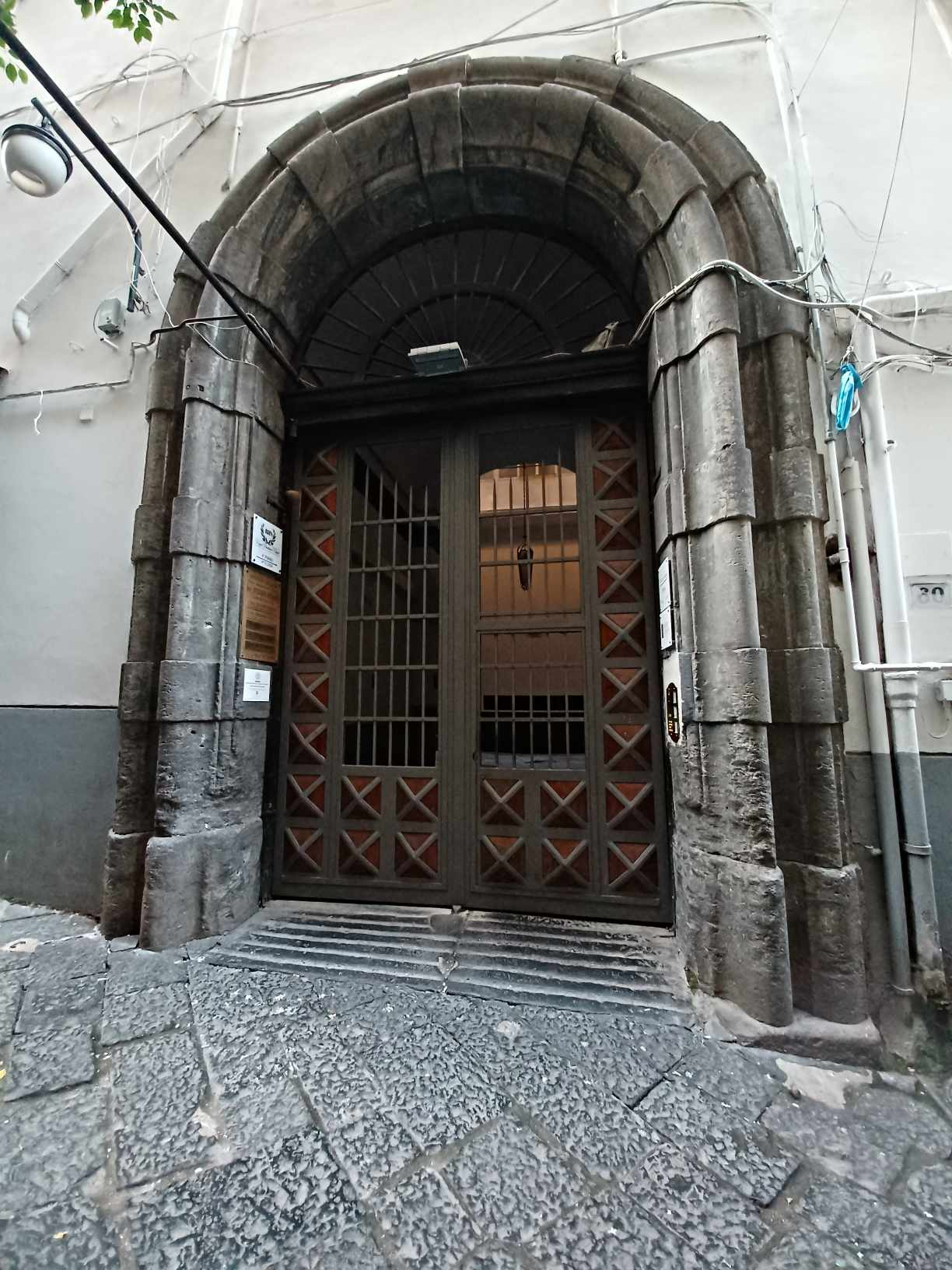
Portal aus dem 17. Jahrhundert aus Piperno